# La Fiancée du poète
Pour plus de détails, voir Fiche technique et Distribution.
La Fiancée du poète est une comédie dramatique franco-belge réalisée par Yolande Moreau, sortie en 2023.

## Synopsis
Amoureuse de peinture et de poésie, Mireille s'accommode de son travail de serveuse à la cafétéria des Beaux-Arts de Charleville-Mézières tout en vivant de petits larcins et de trafic de cartouches de cigarettes.
N'ayant pas les moyens d'entretenir la grande maison familiale des bords de Meuse dont elle hérite avec sa sœur dont la vie est très conventionnelle, Mireille décide d'accueillir trois locataires : trois hommes qui vont bouleverser sa routine et la préparer, sans le savoir, au retour du quatrième, le poète, son grand amour de jeunesse.

## Fiche technique
Sauf indication contraire, les informations mentionnées dans cette section peuvent être confirmées par les bases de données cinématographiques IMDb, Allociné et Unifrance,  présentes dans la section « Liens externes ».
- Titre original et francophone : La Fiancée du poète
- Titre de travail : Même au milieu des ruines[1]
- Réalisation : Yolande Moreau
- Scénario : Frédérique Moreau et Yolande Moreau
- Musique : Nathan Bloch, Pierre Bloch, Pierre Luquet, Christian Olivier et Florent Vingtrinier
- Décors : Marc-Philippe Guerig
- Costumes : Anaïs Romand
- Photographie : Irina Lubtchansky
- Son : Jean-Pierre Duret, Roland Voglaire, Jean-Pierre Laforce
- Montage : Guerric Catala
- Production : Julie Salvador et Patrick Quinet
- Sociétés de production : Christmas In July (France) et Artémis Productions (Belgique)
- Société de distribution : Le Pacte (France) ; Agora Films (Suisse)
- Pays de production :  France,  Belgique
- Langue originale : français
- Format : couleur
- Genre : comédie dramatique
- Durée : 103 minutes
- Dates de sortie :
  - France : 11 octobre 2023
  - Suisse romande : 18 octobre 2023
  - Belgique : 15 novembre 2023

## Distribution
Sauf indication contraire, les informations mentionnées dans cette section peuvent être confirmées par la base de données cinématographiques Allociné,  présente dans la section « Liens externes ».

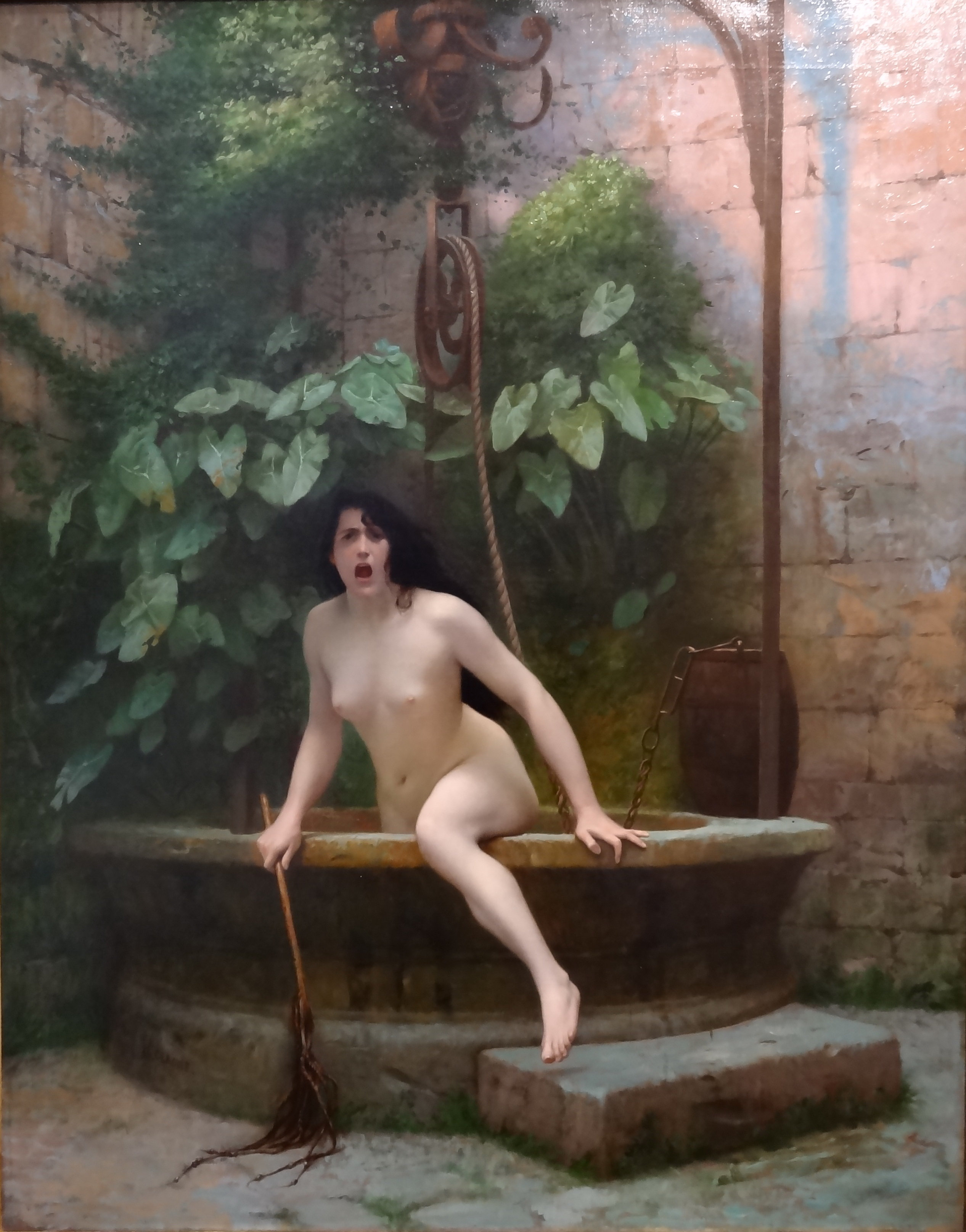
La Vérité sortant du puits de Jean-Léon Gérôme, qui illustre le thème du film entre le mensonge et la vérité.

- Yolande Moreau : Mireille Stockaert
- Sergi López : Fernando
- Grégory Gadebois : Bernard
- Estéban : Elvis
- Thomas Guy : Cyril
- William Sheller : le père Benoît
- Anne Benoît : Annie, la soeur de Mireille
- François Morel : Pierre, le mari d'Annie
- Philippe Duquesne : Maurice, le collectionneur
- Aïssatou Diallo Sagna : Aminata
- Jana Bittnerova : la mairesse

## Production

### Génèse et développement
En avril 2022, on apprend que Yolande Moreau prépare son troisième long métrage, dix ans après Henri, déjà intitulé Même au milieu des ruines et qu'elle recherche des figurants et qu'elle y tient le rôle principal, Mireille Stockaert. Le film est produit par les sociétés Christmas In July et Artemis Production, avec le soutien de la Commission du Film du Centre du Cinéma et de l’Audiovisuel de la Fédération Wallonie-Bruxelles.

### Attribution des rôles
Quelques jours après, Philippe Duquesne est retenu pour la distribution du film, ainsi que le chanteur William Sheller. En mai, Sergi López, le chanteur Estéban, François Morel, Aïssatou Diallo Sagna et Thomas Guy complètent la distribution.

### Tournage
Le tournage a lieu dans les Ardennes, entre le 9 mai et le 29 juin 2022, à Monthermé, au bord de la Meuse, au château dit de George Sand, situé sur cette commune, à la limite avec Laifour, et à  Charleville-Mézières,.

## Distinction

### Récompense
- Festival du film francophone d'Angoulême 2023 : Valois du meilleur scénario[9]